# Nuoto artistico ai campionati mondiali di nuoto 2025 - Singolo femminile (programma tecnico)
Il concorso del singolo femminile (programma tecnico) ai campionati mondiali di nuoto 2025 si è svolto il 19 luglio 2025 presso la World Aquatics Championships Arena di Singapore.

## Programma
I preliminari si sono tenuti il 18 luglio alle ore 10:00 mentre la finale è iniziata il 19 luglio alle ore 19:00.

## Risultati

### Preliminari
| Pos. | Atleta                   | Nazione                       | D       | E        | A        |
| ---- | ------------------------ | ----------------------------- | ------- | -------- | -------- |
| 1    | Xu Huiyan                | Cina                          | 34.4000 | 155.2984 | 110.6000 |
| 2    | Vasilina Khandoshka      | Atleti Neutrali Autorizzati A | 37.4000 | 151.8200 | 103.0000 |
| 3    | Iris Tio Casas           | Spagna                        | 33.2500 | 145.8691 | 107.9000 |
| 4    | Vasiliki Alexandri       | Austria                       | 34.0000 | 146.3533 | 104.6000 |
| 5    | Klara Bleyer             | Germania                      | 35.0500 | 148.5750 | 101.7000 |
| 6    | Moe Higa                 | Giappone                      | 33.7500 | 145.8833 | 103.3000 |
| 7    | Tatiana Gayday           | Atleti Neutrali Autorizzati B | 34.8000 | 145.4017 | 100.6500 |
| 8    | Enrica Piccoli           | Italia                        | 33.3500 | 138.6500 | 98.3500  |
| 9    | Romane Temessek          | Francia                       | 32.0500 | 142.5900 | 94.3500  |
| 10   | Marloes Steenbeek        | Paesi Bassi                   | 34.5000 | 140.4451 | 96.0000  |
| 11   | Audrey Lamothe           | Canada                        | 33.5500 | 139.0558 | 95.6500  |
| 12   | Karina Magrupova         | Kazakistan                    | 33.5000 | 139.3050 | 92.9000  |
| 13   | Maria Alavidze           | Georgia                       | 32.3500 | 136.4834 | 95.6000  |
| 14   | Jasmine Verbena          | San Marino                    | 33.0500 | 137.8858 | 92.0000  |
| 15   | Kyra Hoevertsz           | Aruba                         | 34.0500 | 134.0517 | 95.3000  |
| 16   | Zoi Karangelou           | Grecia                        | 32.1500 | 137.2750 | 92.0500  |
| 17   | Zofia Strapekova         | Slovacchia                    | 29.6000 | 134.2167 | 92.7500  |
| 18   | Ece Ungor                | Turchia                       | 33.2000 | 136.0333 | 90.0000  |
| 19   | Zoe Poulis               | Australia                     | 32.0500 | 129.4041 | 90.9500  |
| 20   | Rachel Thean             | Singapore                     | 31.7000 | 126.5750 | 89.4000  |
| 21   | Loya Cenkci              | Regno Unito                   | 31.5000 | 124.3350 | 88.9500  |
| 22   | Zea Montfort             | Malta                         | 26.4000 | 120.5883 | 85.7000  |
| 23   | Sabina Makhmudova        | Uzbekistan                    | 27.7000 | 122.1750 | 84.0500  |
| 24   | Jennifer Russanov        | Nuova Zelanda                 | 29.6500 | 121.2942 | 82.7500  |
| 25   | Ariana Coronado          | Perù                          | 30.1500 | 118.2417 | 82.0500  |
| 26   | Mia Piri                 | Croazia                       | 27.1500 | 114.2467 | 83.2500  |
| 27   | Patrawee Chayawararak    | Thailandia                    | 24.4000 | 111.8100 | 83.0000  |
| 28   | Agustina Medina          | Uruguay                       | 28.7500 | 109.6041 | 79.6000  |
| 29   | Maria Paula Alfaro       | Costa Rica                    | 22.9500 | 102.6917 | 84.5000  |
| 30   | Grecia Gabriela Mendoza  | El Salvador                   | 28.1500 | 108.7984 | 78.0500  |
| 31   | Tiziana Bonucci          | Argentina                     | 25.5000 | 105.0400 | 78.0000  |
| 32   | Hilda Tri Julyandra      | Indonesia                     | 20.2000 | 100.1333 | 75.6000  |
| 33   | Xera Vegter Maharajh     | Sudafrica                     | 22.7500 | 98.8766  | 76.7000  |
| 34   | Alexandra Mansare-Traore | Guinea                        | 23.4500 | 88.3750  | 69.3000  |
| 35   | Abigail Martinez         | Cuba                          | 19.8500 | 80.8876  | 70.6500  |

### Finale
| Pos.    | Atleta              | Nazione                       | D       | E        | A        | Punteggio |
| ------- | ------------------- | ----------------------------- | ------- | -------- | -------- | --------- |
| Oro     | Xu Huiyan           | Cina                          | 34.9500 | 160.3917 | 112.6000 | 272.9917  |
| Argento | Vasilina Khandoshka | Atleti Neutrali Autorizzati A | 37.4000 | 153.9416 | 106.6000 | 260.5416  |
| Bronzo  | Iris Tio Casas      | Spagna                        | 33.9500 | 152.0917 | 108.2000 | 260.2917  |
| 4       | Vasiliki Alexandri  | Austria                       | 34.0000 | 149.1917 | 104.6500 | 253.8417  |
| 5       | Klara Bleyer        | Germania                      | 37.5500 | 152.5892 | 100.7000 | 253.2892  |
| 6       | Moe Higa            | Giappone                      | 33.7500 | 148.2184 | 103.0000 | 251.2184  |
| 7       | Enrica Piccoli      | Italia                        | 33.3500 | 141.6350 | 98.6500  | 240.2850  |
| 8       | Romane Temessek     | Francia                       | 32.0500 | 145.1425 | 94.6500  | 239.7925  |
| 9       | Marloes Steenbeek   | Paesi Bassi                   | 34.5000 | 142.2917 | 96.3500  | 238.6417  |
| 10      | Audrey Lamothe      | Canada                        | 33.5500 | 141.9508 | 94.6500  | 236.6008  |
| 11      | Karina Magrupova    | Kazakistan                    | 33.5000 | 140.3699 | 93.1500  | 233.5199  |
| 12      | Tatiana Gayday      | Atleti Neutrali Autorizzati B | 34.7500 | 129.1625 | 99.4000  | 228.5625  |